# Suomussalmi
Suomussalmi je obec v provincii Kainuu v severním Finsku na východě hraničí s Ruskem.
Suomussalmi se s rozlohou 5857,94 km² řadí mezi největší obce Finska. 10 % jeho rozlohy tvoří jezera (celkově je zde asi 3000 jezer a jezírek), zbytek území tvoří zejména lesy. Největší zastavěnou plochou je Ämmänsaari.
V obci žije asi deset tisíc obyvatel. Region žije z cestovního ruchu, středem zájmu turistů je příroda, rybaření a lov. Ve vsi Raate ležící u hranic s Ruskem na východ od střediska Suomussalmi existuje Raatteenportti, informační centrum zaměřující se na Zimní válku a speciálně na bitvu o Suomussalmi, která na přelomu let 1939 a 1940 zasáhla celou východní část obce. Dalším zdrojem obživy je dřevozpracující průmysl.
K 30. listopadu 2007 žilo na celém území obce 9 635 obyvatel.
Suomussalmi je jezery Kianta a Haukiperä rozděleno na tři části. Za Zimní války byla obec zcela zničena a musela být znovu vybudována.
Ze Suomussalmi pochází pilot Formule 1 Heikki Kovalainen. Žil zde také první finský prezident Kaarlo Juho Ståhlberg.

## Vesnice v Suomussalmi
Alajärvi, Ala-Vuokki, Hossa, Jumaliskylä, Juntusranta, Kaljuskylä, Kerälä, Kiannanniemi, Korpela, Kuivajärvi, Myllylahti, Näljänkä, Pesiökylä , Piispajärvi, Pitämä, Pyhäkylä, Raate, Ruhtinansalmi, Siikaranta, Suomussalmen kirkonkylä, Vaaranniva, Yli-Vuokki, Ämmänsaari